# Baron Ilkeston
Baron Ilkeston, of Ilkeston in the County of Derby, war ein erblicher britischer Adelstitel in der Peerage of the United Kingdom.
Der Titel wurde am 14. Juli 1910 für den Arzt und liberalen Politiker Sir Balthazar Foster geschaffen. Der Titel erlosch beim Tod von dessen Sohn, dem 2. Baron, am 14. Januar 1952.

## Liste der Barons Ilkeston (1910)
- Balthazar Walter Foster, 1. Baron Ilkeston (1840–1913)
- Balthazar Stephen Sargant Foster, 2. Baron Ilkeston (1867–1952)